# 智鯨號潛艇 (1866年)

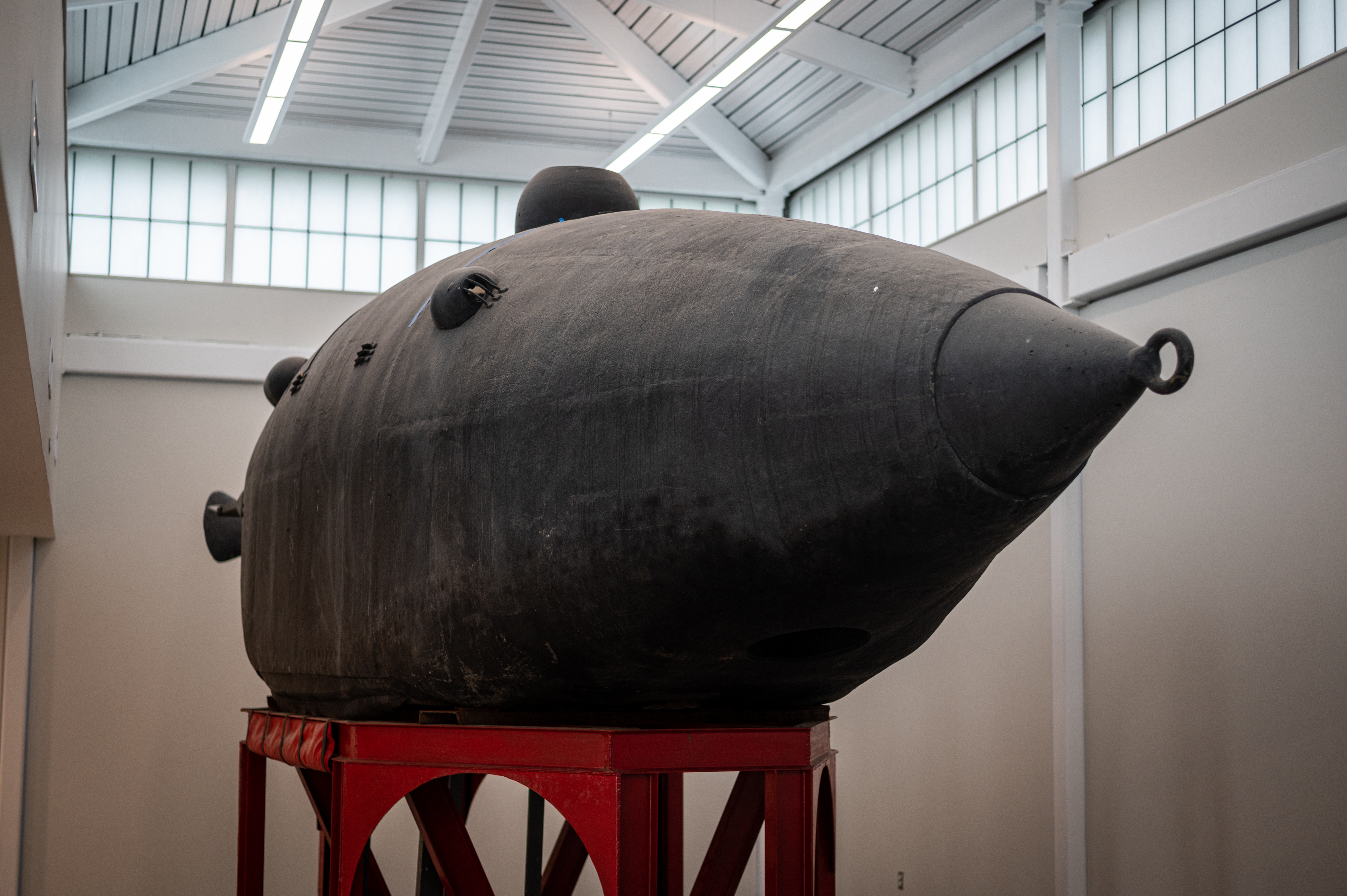
智鯨號潛艇於紐澤西州國民警衛隊民兵博物館展出

智鯨號（Intelligent Whale）是一艘手搖式實驗潛艇，因其有著為1860年代美國海軍作戰的潛力而開發。

## 歷史
智鯨號是由奧古斯都·普萊斯（Augustus Price）和科爾內利烏斯·斯克蘭頓·布什內爾（Cornelius Scranton Bushnell）根據斯科維爾·斯特吉斯·梅里亞姆（Scovel Sturgis Merriam）於1863年的設計所建造。1864 年，美國潛艇公司成立，承接了布希內爾和普萊斯的權益，隨後就該潛艇的所有權展開多年的訴訟。智鯨號是1866年建成下水。1869年10月29日，法院確定了該潛艇的所有權，潛艇所有者奧利弗·哈斯泰德（Oliver Halstead）和海軍部長喬治·馬克士威·羅伯遜（George M. Robeson）簽約，將潛艇出售給美國海軍部，試驗成功後才會支付大部分的款項。1872年9月首次試驗後卻失敗，因此海軍部拒絕支付後面的金額並放棄了該專案。
智鯨號是透過將水艙注滿水來下潛，並用水泵和壓縮空氣將水排出。智鯨號在水下停留的時間估計可達十小時左右，可容納十三名船員，但只需要六名船員即可正常運作。據潛艇先驅約翰·菲利普·霍蘭的說法，唯一已知的試驗是由斯威尼將軍和另外兩人進行的。他們將潛艇沉到水底五公尺深，斯威尼身著潛水服，從底部的一個孔中出來，在一艘大型平底船下放置炸藥，然後回到潛艇，裝藥由繫繩和附著在裝藥上的摩擦式底火引爆，擊沉了平底船。
智鯨號在1872年試航失敗後，到布魯克林海軍造船廠展出，就一直存放在此，1968年被轉移到華盛頓海軍造船廠，後來又被轉移到位於紐澤西州錫格特的國民警衛隊民兵博物館，目前正在展出。
美國海軍直到1900年霍蘭號潛艇服役才再度接受潛艇服役。

## 資料來源
- HNSA網頁：USS 智鲸號

本条目包含来自属于公共领域的美国海军军舰辞典的文本。

## 外部連結
- 智鯨號潛艇 （页面存档备份，存于）照片

40°7′45″N 74°2′31.6″W / 40.12917°N 74.042111°W